# مک‌کافی
مک‌کافی (انگلیسی: McCafé) شرکت رستوران‌های زنجیره‌ای استرالیایی آمریکایی است، که در سال ۱۹۹۳ توسط ریچارد و موریس مک‌دونالد تأسیس شد.
گزارش ها حاکی از آن است که فروشگاه های مک کافه ۱۵ درصد بیشتر از مک دونالدز معمولی درآمد داشته اند و تا سال ۲۰۰۳ بزرگترین برند کافی شاپ در استرالیا و نیوزلند بودند.  پس از اینکه مک‌دونالد استرالیا با دستگاه‌های خودکار اسپرسو-پرونتو در دهه گذشته آزمایش کرد و نتوانست به موفقیت برسد، تمام فروشگاه‌های استرالیا متعاقباً بازسازی و به فروشگاه‌های مک‌کافی تبدیل شدند.

## گسترش بین المللی
کانسپت مک‌کافی برای کمک به ایجاد جو و ترافیک در ورودی فروشگاه‌های مک‌دونالدز در خیابان سوانستون، ملبورن (یک فروشگاه بسیار بزرگ با پیشخوان جلویی در فاصله قابل‌توجهی از ورودی مغازه) طراحی شده است. این ایده بین چارلی بل و تیم محلی شرکت منطقه ای (دیوید بیز، مایک ترگورتا و جیم واسیلیادیس) ایجاد شد. اولین مک کافه به عنوان یک فروشگاه شرکتی در ملبورن افتتاح شد. اولین در ایالات متحده در شیکاگو ، ایلینویز ، در می ۲۰۰۱ افتتاح شد، زمانی که حدود ۳۰۰ در سراسر جهان وجود داشت. در سال ۲۰۰۴ مک کافی در کاستاریکا و فرانسه افتتاح شد و سال بعد، این مفهوم در ایتالیا راه اندازی شد. در سال ۲۰۰۷، این زنجیره به عنوان بخشی از تلاش های مک دونالد برای افزایش فروش با ارائه سوپ و ساندویچ سالم تر و دسترسی به مشتریان جدید که علاقه مند به کافی شاپ های سنتی بودند، به ژاپن گسترش یافت. علیرغم اینکه بخش نسبتا کوچکی از استراتژی کلی مک دونالد است، در حال حاضر ۱۳۰۰ در سراسر جهان وجود دارد.
در ژوئن ۲۰۰۶، اولین مک کافه در بلغارستان در مرکز خرید صوفیه افتتاح شد .
مک کافه در سال ۲۰۰۷ وارد پاراگوئه شد .
در آگوست ۲۰۰۸، مک‌دونالدز مفهوم مک‌کافی خود را به آفریقای جنوبی گسترش داد ، جایی که امتیاز مک‌دونالد در حال حاضر نام آشنا و یکی از بزرگترین زنجیره‌های فست فود در کشور است. در پایان سال ۲۰۰۹ نوشیدنی های مک کافه در رستوران های مک دونالد در ایالات متحده موجود بود. مک کافه در ۶ ژوئیه ۲۰۱۰ در السالوادور افتتاح شد و در رستوران های مک دونالد در زونا روزا و بلوار پروسرس با هدف ارائه عطر، طعم و بافت ۱۰۰% قهوه لذیذ سالوادوری واقع شده است.
مک کافه در ۲۸ ژوئن ۲۰۰۸ در مادرید اسپانیا افتتاح شد که در رستوران های مک دونالد مونترا واقع شده است.
در سال ۲۰۱۱، مک دونالد توسعه مک کافه را در اوکراین آغاز کرد . تا ژانویه ۲۰۱۴، ۶ مک کافه در کیف ، ۱ مک کافه در لویو، ۱ در اودسا، ۱ در دنیپروپتروفسک و ۱ مک کافه در خارکف وجود دارد .
در جولای ۲۰۱۰، مک کافی اسموتی های میوه ای واقعی را به لیست نوشیدنی های خود اضافه کرد. در نوامبر ۲۰۱۰، موکا و شکلات داغ به لیست نوشیدنی های آنها اضافه شد. در جولای ۲۰۱۱، لیموناد توت فرنگی منجمد و اسموتی آناناس انبه به منوی ایالات متحده اضافه شد.
در ۷ نوامبر ۲۰۱۱، مک‌دونالدز کانادا مک‌کافی را در سراسر کشور راه‌اندازی کرد، زیرا قبل از این اعلامیه فقط در فروشگاه‌های منتخب موجود بود. با معرفی مک‌کافه در کانادا، فروشگاه‌های مک‌دونالدز شرکت‌کننده ، موکا، کاپوچینو، اسپرسو، آمریکایی، لاته، لاته سرد، موکای سرد و شکلات داغ را به منوی خود اضافه کردند. مک‌دونالدز با مک‌کافه، اکنون در رقابت مستقیم با قهوه‌تایم ، کانتری استایل ، جام دوم ، استارباکس ، تیم هورتونز و تیموتی در بازار قهوه کانادا است.
در ۱۶ ژوئن ۲۰۱۲، مک‌دونالدز اولین مک‌کافه مالزی را در کوتا دامانسرا راه‌اندازی کرد و تعدادی دیگر متعاقباً در بندر اوتاما، سوبانگ جایا، تیتیوانگسا، و تامان کانات افتتاح شدند - همگی در حال حاضر در دره کلانگ و همچنین در گرین‌لین، فرودگاه بین‌المللی توس، پنانگ، فرودگاه بین‌المللی پنانگ ، IJM.
مک کافه در ترکیه با نام «کافه مک دی» فعالیت می کند. اولین کافی شاپ در جولای ۲۰۱۲ در فرودگاه سابیها گوکچن افتتاح شد . از آوریل ۲۰۱۶، ۸ کافه Mcd در سمت آسیایی استانبول ، ۲ کافه در سمت اروپایی، ۳ کافه در آنتالیا ، هر کدام ۲ کافه در آدانا و کوجایلی ، و هر کدام یک کافه در آفیون کاراهیسار ، آکسارای ، آنکارا و کرشهیر وجود دارد .
در دسامبر ۲۰۱۲، مک‌دونالدز اعلام کرد که برند مک‌کافی و خط تولید محصولات خود را به تمام رستوران‌های مک‌دونالد در بریتانیا خواهد آورد. این شامل افزودن فراپه های سرد، اسموتی های میوه ای سرد و تغییر نام قهوه استاندارد مک دونالد به مک کافه می شود.
در ۱۴ اکتبر ۲۰۱۳، مک دونالد اولین مک کافه هند را در منطقه بمبئی جنوبی در بمبئی، ماهاراشترا راه اندازی کرد.
مک دونالد یک خط قهوه به نام مک کافه را در سراسر کشور در ایالات متحده معرفی کرد. در آگوست ۲۰۱۴، این شرکت اعلام کرد که قصد دارد شروع به فروش قهوه خود برای دم کردن خانگی در سوپرمارکت‌های سراسر ایالات متحده کند.این قهوه با مشارکت Kraft Foods تولید و توزیع می شود و در حال حاضر در کیسه های از پیش بسته بندی شده و K-Cups موجود است .
در دسامبر ۲۰۱۵، مک‌دونالدز کانادا اولین فروشگاه مستقل مک‌کافی خود را در منطقه تازه‌ساز یورک ایستگاه یونیون تورنتو افتتاح کرد.
در ۲۰ مارس ۲۰۱۸، اولین مک کافه در مینسک، بلاروس افتتاح شد. مک کافه دیگری در ۲۴ ژوئن ۲۰۱۸ در مینسک افتتاح شد و قرار بود یک مک کافه دیگر تا پایان سال ۲۰۱۸ افتتاح شود.
در سال ۲۰۱۹ مک کافه در شهرهای مختلف پاکستان افتتاح شد.